# Другий дивізіон чемпіонату Намібії з футболу
Другий дивізіон Чемпіонату Намібії з футболу (англ. Namibia National Second Division) — третє за значенням змагання з футболу з-поміж клубів Намібії, в ході якого визначаються команди, які з наступного сезону отримують право виступати в Першому дивізіоні.
Намібійський Другий дивізіон має аматорський статус.

## Формат
Змагання проводяться в 13 регіональних лігах Намібії (починаючи з сезону 2014/15 років — у 14 регіонах), в кожній з яких змагаються від 12 до 16 команд (до початку сезону 2012/2013 року — усюди по 12 клубів). Ліги створені таким чином, щоб кожна команда зіграла по дві гри в межах свого регіону проти будь-якого суперника. Матчі в основному проходять у вихідні дні в кожному регіоні, за деякими винятками.
Перед початком сезону 2011/12 років було прийнято рішення про те, що регіональні ліги можна бути розділити далі, так як це знижує витрати на поїздки команд-учасниць, і, таким чином, більше команд можуть брати участь у змаганнях. Згідно з регламентом, жодна Ліга не може мати менше семи і більше 12 команд.
Команди, які посіли перші місця в своїх лігах, виходять до Першого дивізіону.

## Переможці ліги

### Північ
- Замбезі: «Кінг Фішер» (2011/2012)[2]; «Блек Гоукс» (2009/2010);
- Окаванго: ФК «Бінго» (2011/2012)[2]; «Окаванго Юнайтед» (2010/2011 та 2009/2010)
- Кунене: СК «Утжо» (2011/2012)[2]; «Пабс» (2010/2011 та 2009/2010)
- Охангвена: «Янг Топс» (2011/2012)[2]; «Ошиканго Юнайтед» (2009/2010)
- Омусаті: «Іпупа Старз» (2011/2012)[2]; «ЮНАМ Огонго» (2010/2011); «Блу Бердс» (2009/2010)
- Ошана: ФК «КК Пелес» (2013/2014 - Підвищення до Першого дивізіону (Північний-Захід)[3]); «Янг Чіфс» (2011/2012)[2]; «КК Пелес» (2010/2011); «Голден Бігс» (2009/2010, Вийшов до Першого дивізіону Чемпіонату Намібії в сезоні 2010/2011 років (Північ))
- Ошикото: Бенфіка Цумеб (2011/2012[2] та 2010/2011); «Янг Рейнджерс» (2009/2010)
- Очосондьюпа: «Африкан Лайонз» (2011/2012)[2]; «Ілевен Бразерс» (2010/2011); «Африкан Лайонз» (2009/2010)

### Південь
- Еронго: «Норзерн Старс» (2013/14), «Селтікс» (2009/2010)
- Хардап: ФК «Фламінгос» (2013/14), ФК «Нампол» (2010/2011), «Бі Боб Бразерс» (2009/2010)
- Карас: ФК «Бразіл» (2013/14), «Трай Еген» (2010/2011 та 2009/2010) (Підвищення до Першого дивізіону Чемпіонату Намібії сезону 2010/2011 (Південь))
- Кхомас: «Кайзін Футбол Академі» (2013/2014[4]); «Віндгук Юнайтед» (2010/2011) (Вихід до Першого дивізіону Чемпіонату Намібії (Південь))[5]; «Спойлерс» (2009/2010)
- Омахеке: ФК «Янг Африканс» (2013/14), «Жалуса Чіфс» (2010/2011), «Вінтер Роузес» (2009/2010) Вихід до Першого дивізіону Чемпіонату Намібії (Південь) сезону 2010/11 року

Підвищення до Першого дивізіону Чемпіонату Намібії сезону 2014/15 років:
- ФК «Фламінгосм
- «Кайзер Футбол Академі»
- ФК «Янг Африканс»